# Schwendisee
Die Schwendiseen liegen im oberen Toggenburg südlich oberhalb von Wildhaus und Unterwasser im schweizerischen Kanton St. Gallen. Die Grenze zwischen den beiden früheren Gemeinden Wildhaus und Alt St. Johann verlief durch die Seen.

## Beschreibung
Die beiden Schwendiseen liegen zwischen Gamser- und Chäserrugg in einer Mulde in einem geschützten Flachmoorgebiet von nationaler Bedeutung. Als der Schwendigletscher vor rund 14'000 Jahren abschmolz, hinterliess er die Mulde, in der die Seen aufgestaut wurden. In den folgenden Jahrtausenden entstanden durch Verlandung der Seeufer nach und nach die Moore.
Im vorderen grösseren Schwendisee kann frei gebadet werden; es gibt einen Steg und ein Floss. Das Befahren des Sees mit jeglicher Art von Wasserfahrzeugen ist verboten. Der kleinere hintere Schwendisee ist vom vorderen durch einen Waldstreifen abgetrennt. Beide Seen sind von einem dichten Sumpf- und Schilfgürtel umgeben und durch einen Wasserlauf miteinander verbunden.
Gespeist werden die Seen durch je einen namenlosen Bach, der Abfluss erfolgt unterirdisch. Im See leben Schleien, Egli, Hechte sowie Egel. Fischen ist gegen eine Gebühr erlaubt.
Nördlich des vorderen Schwendisees entsteht das Klanghaus auf dem Gelände des vormaligen Kulturhotels Seegüetli. Am Ost- und Westufer steht je eine Feuerstelle zur Verfügung.

## Klangwelt
Um den See führt ein Spazierweg sowie der Toggenburger Klangweg, ein Bestandteil der Klangwelt Toggenburg. Im Juni 2019 stimmten die Stimmberechtigten des Kantons St. Gallens einem Kredit von 22,3 Millionen Franken für den Bau eines Klanghauses zu. Nach einem Entwurf des Zürcher Architekturbüros Meili/Peter soll ein Bau aus einheimischem Holz mit hervorragender Akustik entstehen, das Musikern und Vereinen aus der Region für Aufführungen und Kurse zur Verfügung stehen soll.

## Galerie

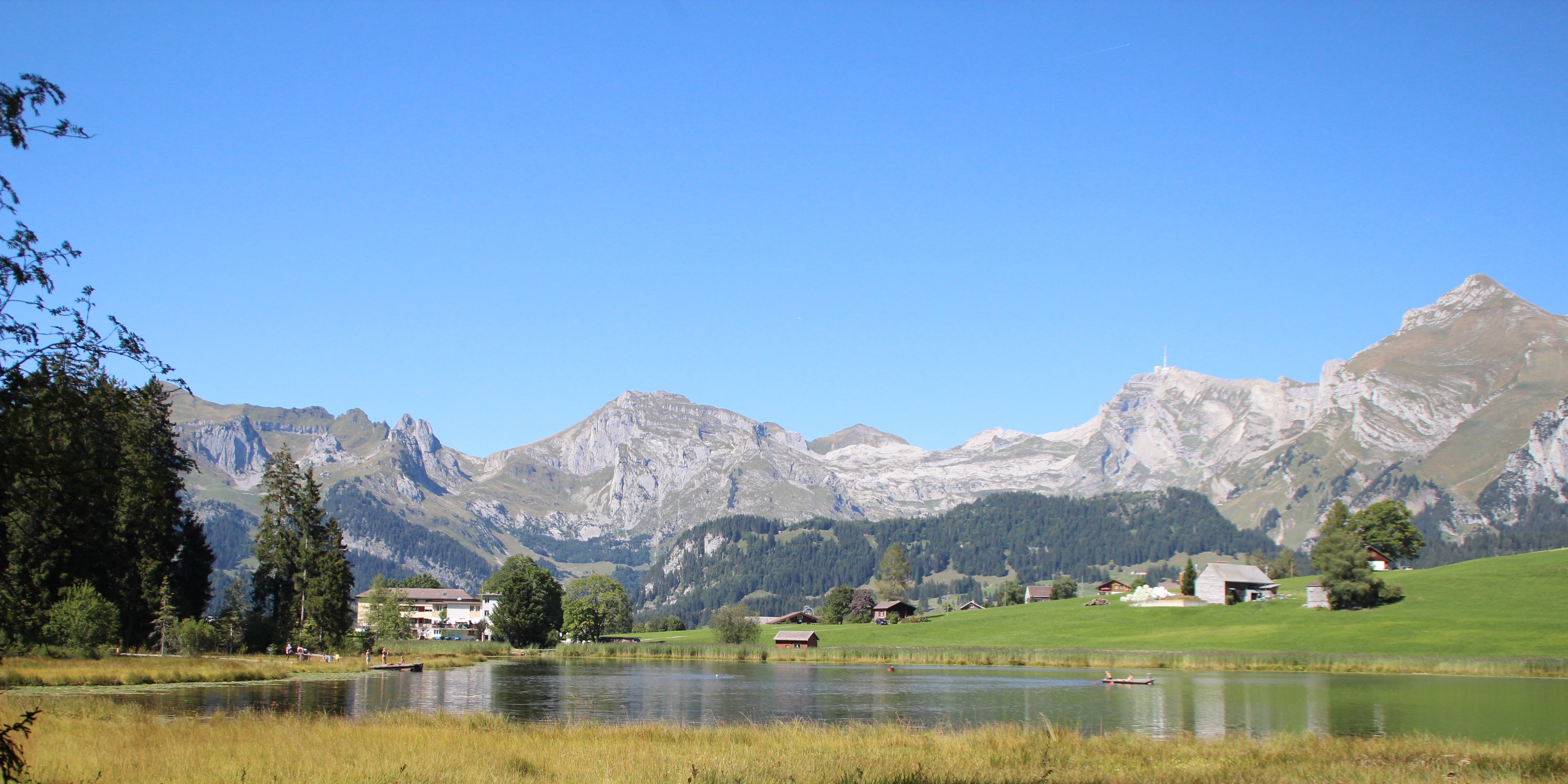
Vorderer Schwendisee
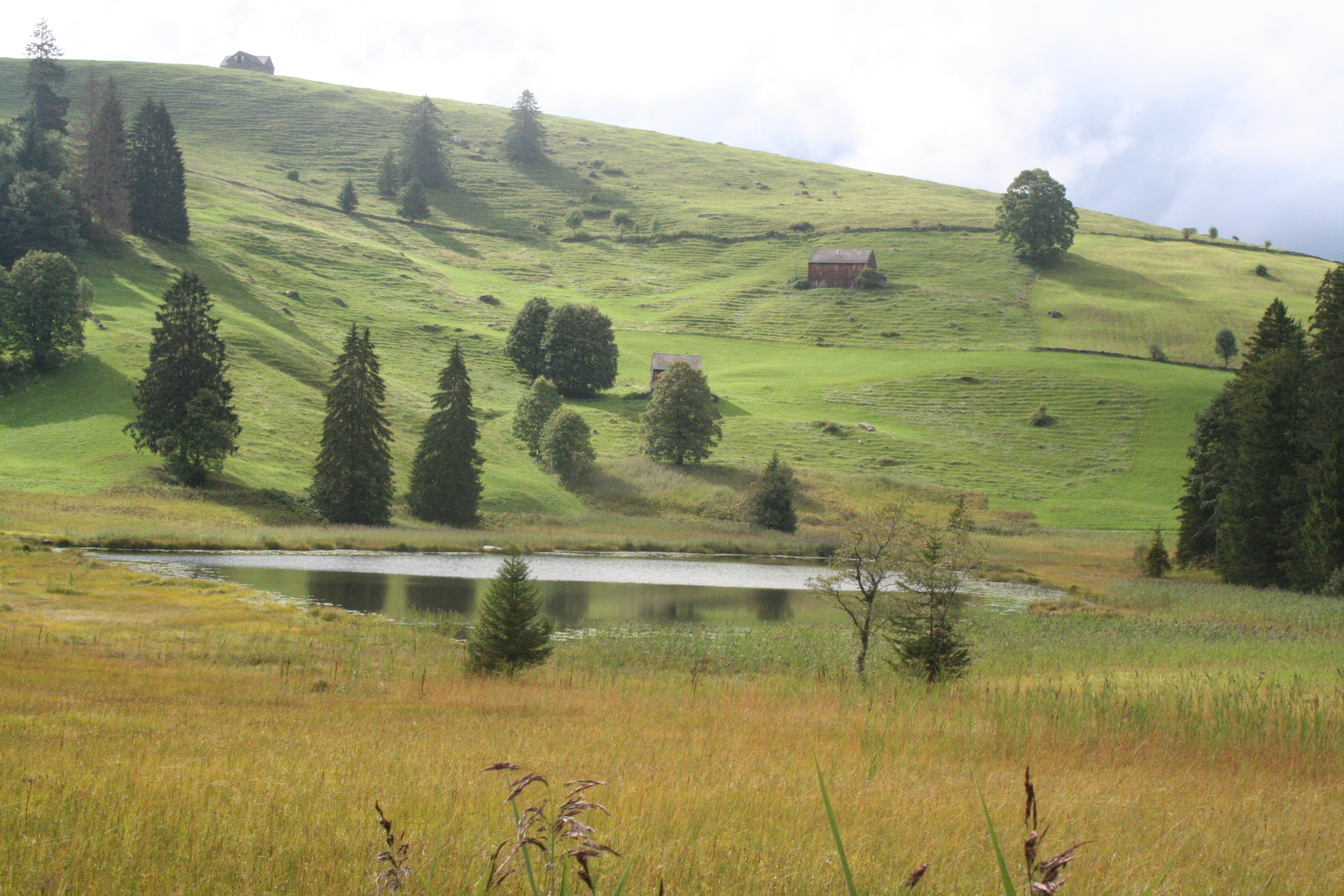
Hinterer Schwendisee
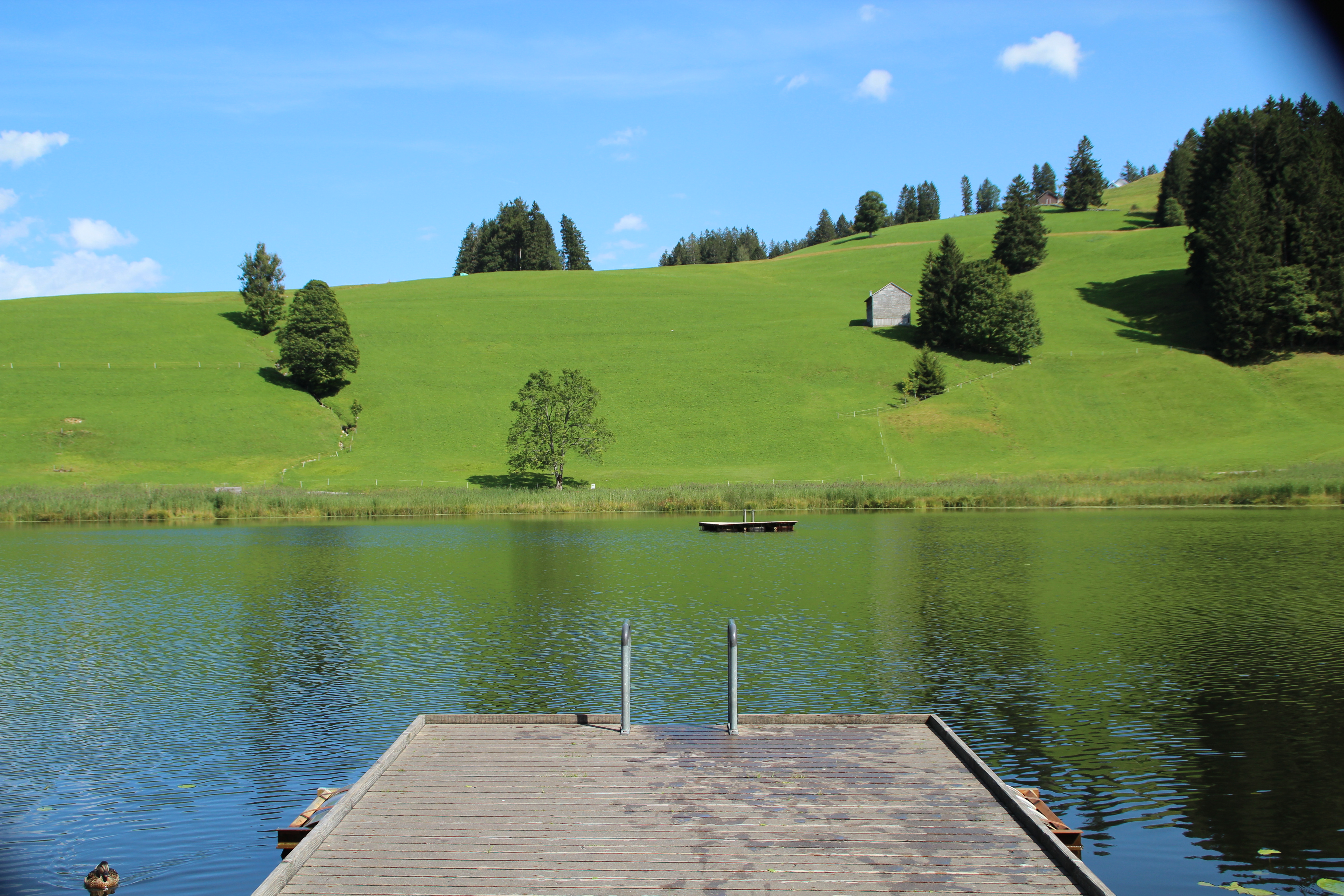
Badesteg
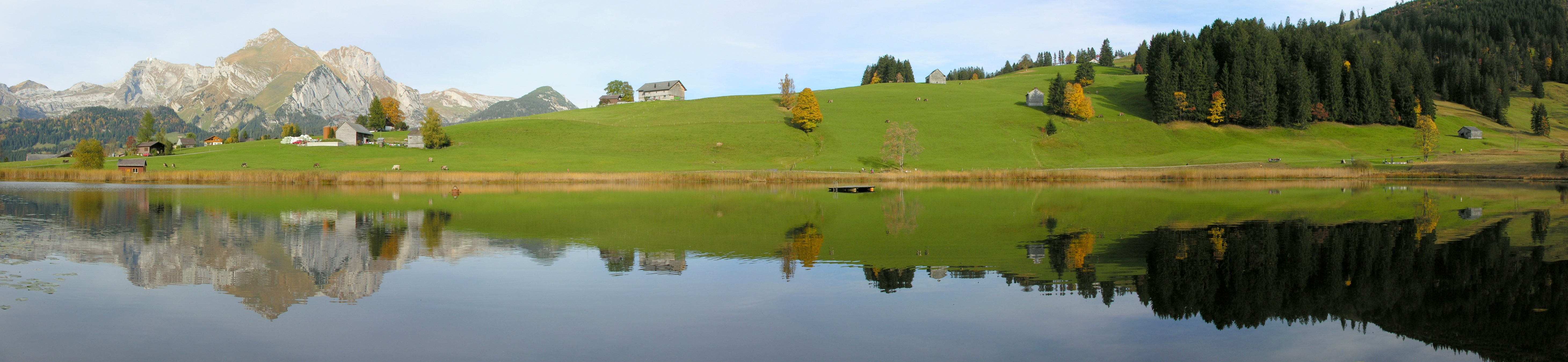
Am Schwendisee
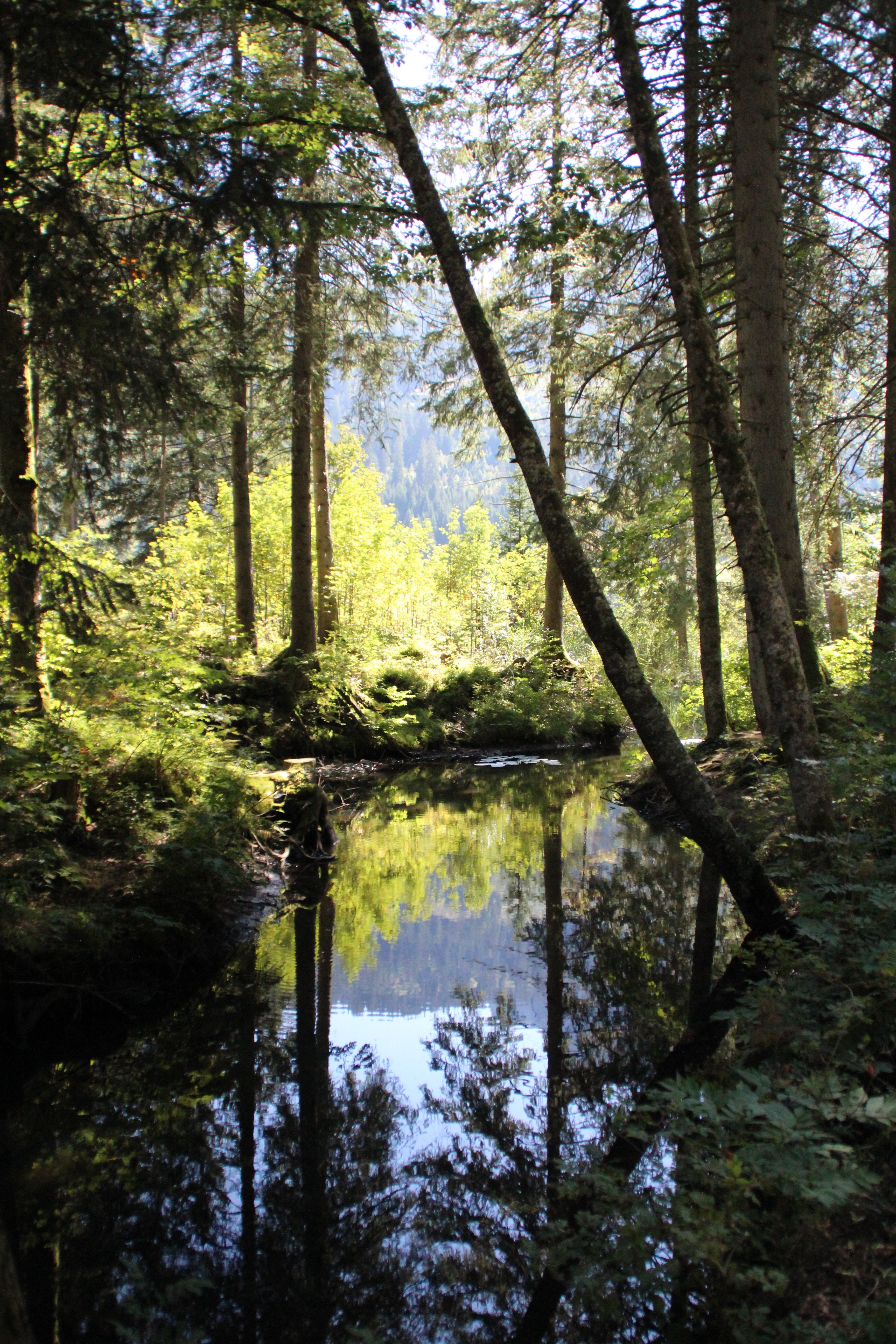
Wasserlauf zwischen den Seen
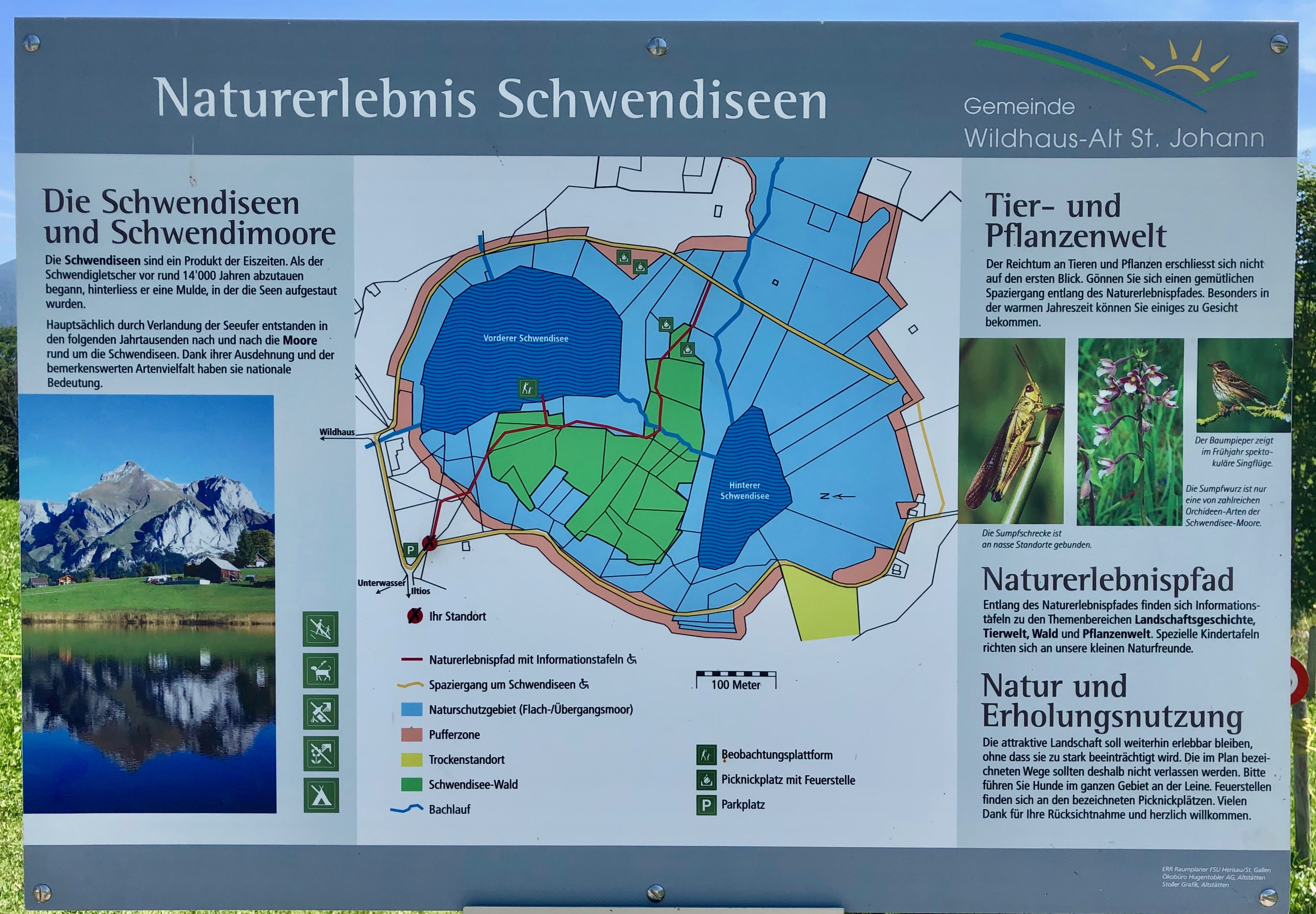
Infotafel
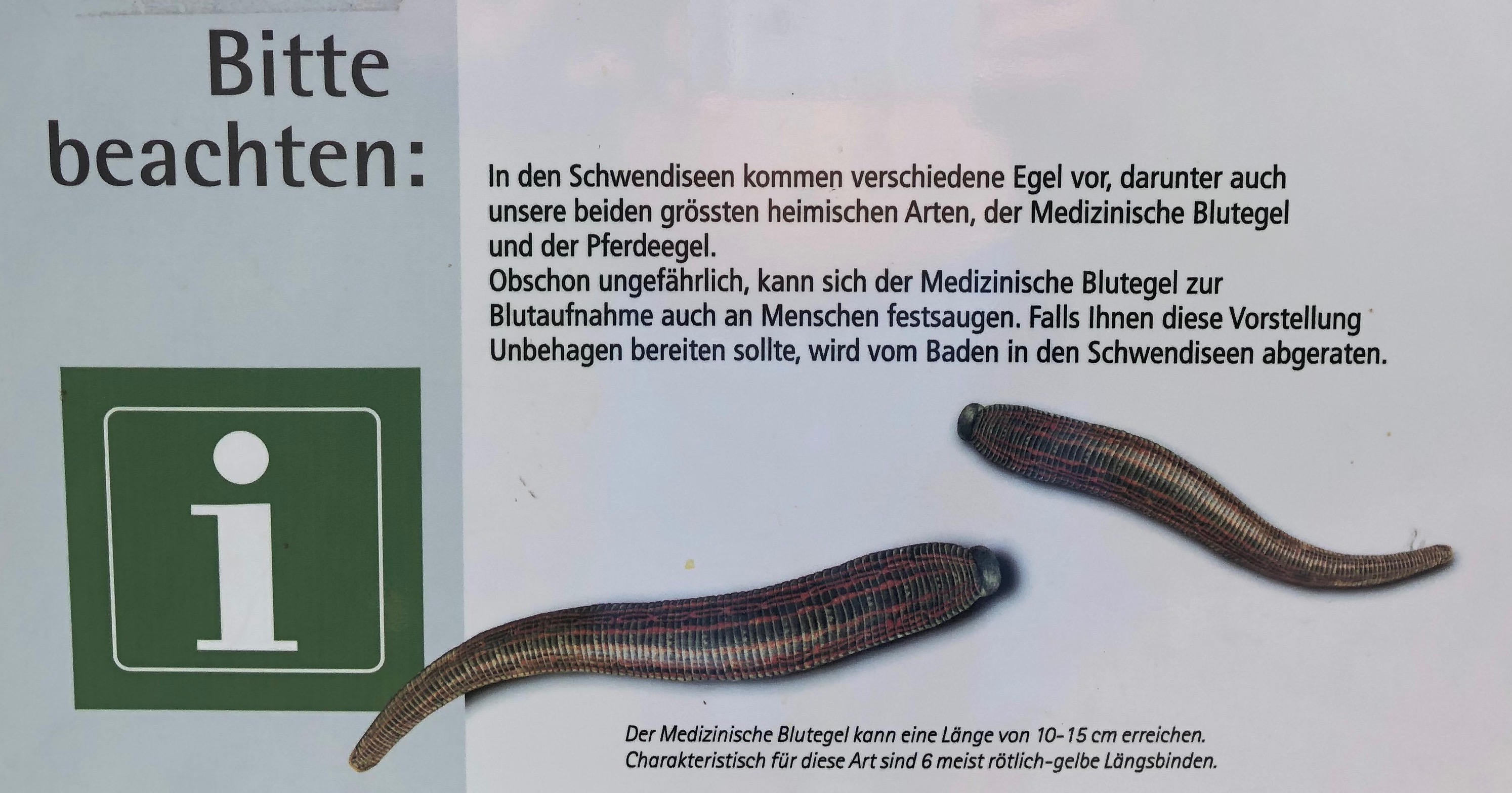
Infotafel Medizinischer Blutegel und Pferdeegel